# Ephydra glauca
Ephydra glauca är en tvåvingeart som beskrevs av Johann Wilhelm Meigen 1830. Ephydra glauca ingår i släktet Ephydra och familjen vattenflugor. Inga underarter finns listade i Catalogue of Life.